# 1927 Suvanto
1927 Suvanto је астероид главног астероидног појаса чија средња удаљеност од Сунца износи 2,650 астрономских јединица (АЈ).
Апсолутна магнитуда астероида је 11,6.